# Іван-Город
Іва́н-Го́род (каз. Иван-Город) — село у складі Тайиншинського району Північноказахстанської області Казахстану. Входить до складу Літовочного сільського округу, раніше було центром ліквідованої Івановської сільської ради.
Населення — 231 особа (2021; 279 у 2009, 424 у 1999, 541 у 1989).
Національний склад станом на 1989 рік:
- українці — 36 %.

Колишня назва — Івангород.